# Rebecca Schaeffer
Pour les articles homonymes, voir Schaeffer.
Rebecca Lucile Schaeffer est une actrice américaine née le 6 novembre 1967 à Eugene (dans l'Oregon) et morte le 18 juillet 1989 à Los Angeles en (Californie).
Connue pour son rôle dans la sitcom Sam suffit, elle fut traquée puis assassinée par Robert John Bardo (en), après plusieurs années de harcèlement. Son meurtre a incité l'adoption de lois anti-harcèlement en Californie.
Son petit ami de l'époque, le réalisateur Brad Silberling, s'inspira de ce tragique fait divers pour son long métrage Moonlight Mile.

## Jeunesse et carrière
Enfant unique d'un psychologue pour enfants et d'un écrivain, Rebecca a été élevée à Portland dans l'Oregon. Elle y suit les cours de la Lincoln High school dans l'espoir de devenir rabbin.
Adolescente elle devient modèle, tourne des publicités pour la télévision et fait sa première apparition dans un téléfilm.
Elle s'installe à New York pour entamer une carrière d'actrice. Une fois l'effet médiatique de sa photo en couverture du magazine Seventeen retombé, elle passe avec succès un casting pour le rôle de Patti Russel dans la sitcom produite par les studios CBS Sam suffit.
La série prend fin en 1988, et Rebecca apparaît dans le film Radio Days de Woody Allen, Scènes de la lutte des classes à Beverly Hills de Paul Bartel en 1989, La fin de l'innocence de Dyan Cannon en 1990 et le téléfilm Out of time. Elle a été le porte-parole d'une association de bienfaisance en faveur des enfants.

## Fin tragique
Le 18 juillet 1989, elle est assassinée par Robert John Bardo, qui la poursuivait sans relâche depuis plusieurs années. Bardo avait auparavant été obsédé par Samantha Smith, une adolescente qui militait pour la paix avant qu'elle ne disparaisse dans un accident d'avion en 1985.
En 1987 après avoir été refoulé par le service d'ordre des studios CBS pendant un tournage de Sam suffit, John Bardo revient un mois plus tard armé d'un couteau avant d'être neutralisé par les vigiles.
Selon ses dires, c'est en visionnant le film Scènes de la guerre des classes à Beverly Hills où Rebecca Schaeffer apparaît dans une scène érotique, que Bardo ne voit plus en elle qu'une prostituée d'Hollywood qu'il faut éliminer. Après avoir réussi à obtenir son adresse grâce à un détective privé et s'être procuré un révolver grâce à son frère, Bardo se rend à son appartement à Los Angeles et sonne à sa porte.
La porte s'ouvrant, John Bardo lui montre une lettre et un autographe que Rebecca lui a adressé. Elle lui demande alors gentiment de ne plus l'importuner. Il quitte les lieux et revient un quart d'heure plus tard. Rebecca, selon les dires de Bardo, ouvre sa porte, l'air très mécontente.
C'est alors qu'il sort une arme d'un sac et tire à bout portant une seule fois sur Rebecca Schaeffer qui s'effondre. Elle est transportée à l'hôpital Cedars-Sinaï et meurt une demi-heure après son admission. Robert Bardo, reconnu par des automobilistes, est arrêté le lendemain à Tucson.
Jugé par le procureur Marcia Clark, il est reconnu coupable de meurtre au premier degré et est condamné à la prison à vie.
L'assassinat de Rebecca Schaeffer a motivé le vote de plusieurs lois protégeant la vie privée, dont le Driver's Privacy Protection Act de 1994.

## Filmographie
| Filmographie | Filmographie                                    | Filmographie          | Filmographie           |
| Année        | Films                                           | Rôle                  | Notes                  |
| ------------ | ----------------------------------------------- | --------------------- | ---------------------- |
| 1987         | Radio Days                                      | Fille de communiste   |                        |
| 1989         | Scenes from the Class Struggle in Beverly Hills | Zandra                |                        |
| 1990         | The End of Innocence                            | Stephanie (18-25 ans) | Sortie posthume        |
| Télévision   |                                                 |                       |                        |
| Année        | Titre                                           | Rôle                  | Notes                  |
| 1985         | On ne vit qu'une fois                           | Annie Barnes          | Episodes inconnus      |
| 1986         | Histoires fantastiques                          | Srta. Crowningshield  | Épisode Mauvais calcul |
| 1986-1988    | Sam suffit                                      | Patti Russell         | 44 épisodes            |
| 1988         | Out of Time                                     | Pam Wallace           | Téléfilm               |
| 1990         | Embarquement pour l'enfer                       | Cheryl                | Téléfilm               |